# Croix de chemin de Saint-Jean-de-Vaux
La croix de chemin de Saint-Jean-de-Vaux est une croix située sur le territoire de la commune de Saint-Jean-de-Vaux dans le département français de Saône-et-Loire et la région Bourgogne-Franche-Comté.

## Historique
Elle fait l'objet d'un classement au titre des monuments historiques depuis le 20 septembre 1927.